# Ozoroa okavangensis
Ozoroa okavangensis är en sumakväxtart som beskrevs av R. & A. Fernandes. Ozoroa okavangensis ingår i släktet Ozoroa och familjen sumakväxter. Inga underarter finns listade i Catalogue of Life.